# Тисмениця (притока Бистриці Тисменицької)
Ти́смениця — річка в Україні, на Передкарпатті, в межах Дрогобицького району Львівської області. Права притока Бистриці Тисменицької (басейн Дністра).

## Опис
Довжина 49 км, площа басейну 650 км². Долина у верхів'ї V-подібна, нижче — трапецієподібна. Заплава у середній і нижній течії завширшки 150—300 м, переважно меліорована. Річище (до м. Борислава) порожисте, є водоспади (висота падіння до 3 м); далі річка розширяється до 15—20 м (подекуди до 50—80 м), глибина зміюється від 1—2 м (на плесах) до 0,2—0,5 м (на перекатах). Дно вкрите галькою. Похил річки 9 м/км. Характерні повені (після рясних дощів або відлиги). 
У межах Борислава і Дрогобича річка дуже забруднена і засмічена.

## Розташування
Бере початок у Східних Бескидах (Українські Карпати), на північно-західних схилах хребта Цюховий Діл (942 м). Тече спочатку на північний захід, у Мразниці повертає на північний схід, перетинає Дрогобицьку височину. Впадає до Бистриці Тисьменицької на захід від села Липиці (неподалік від гирла самої Бистриці). 
У пониззі Тисьмениці збудовано Тисменицьку осушувальну систему (загальна площа 10 300 га, довжина осушувальної мережі понад 300 км).

## Назва
Назва найімовірніше утворена від давньослов'янського "тисьмен", що означає болотяну тиху річку. 
Менш переконливою є етимологія, що назва походить від індоєвропейського слова teus - "тихий" і суфікса -men та -ica.

## Видобування нафти по берегах річки
Бориславське нафтогазове родовище почали розробляти в 1854 році. Нафтові ями тут розміщували переважно вздовж р. Тисьмениці. У 1865 році у Бориславі функціонувало близько 5 тис. ям глибиною 35 – 40 м.

## Притоки
Праві: Лошань, Вишниця, Солониця, Лютичина.
Ліві: Раточинка, Побук, Бар, Трудниця.

## Населені пункти
Села, селища та міста над річкою (від витоків до гирла): Борислав, Дережичі, Дрогобич, Раневичі, Почаєвичі, Михайлевичі, Вороблевичі, Городківка.